# Tradescantia spathacea
Tradescantia spathacea, llamada popularmente maguey morado, es una especie herbácea de la familia de las commelináceas, nativa de México y Centroamérica, y naturalizada en Florida, Texas, Hawái y varias islas oceánicas.
En Cuba es comúnmente conocida como cordobán.

## Descripción
Es un arbusto perenne de tallos cortos que crece formando una densa mata. Forma una roseta de gruesas hojas lanceoladas o lineares, de unos 30 cm de longitud y 7 cm de ancho, dirigidas hacia arriba; son de color verde oscuro en el haz y púrpuras en el envés. El color del envés se debe a ciertos pigmentos, las antocianinas.
.
Las flores, muy pequeñas, blancas y agrupadas, surgen en cimas axilares encerradas en unas brácteas en forma de bolsa de color púrpura.

Algunas variedades, como 'vittata', presentan franjas longitudinales amarillas en la cara superior de la hoja.
En los estados de Florida y Luisiana donde se encuentra naturalizada, el Florida Exotic Pest Plant Council la incluyó  en su lista como especie exótica invasiva en 2015.

## Usos

### Jardinería
Se utiliza en jardinería como planta de interior y como ornamental en rocallas, borduras y cubre suelos.

### Medicinales
En México se utiliza como planta medicinal para llagas y heridas, así como antiséptico y desinflamatorio. Se ha comprobado su efecto antibiótico contra Mycobacterium tuberculosis, funciona para el control de la tos. En algunas regiones de México se emplea como auxiliar para tratar el cáncer, aunque experimentalmente esto no se ha comprobado lo suficiente.[cita requerida]
El extracto etanólico de las ramas mostró efectos tóxicos generales en ratón cuando se administró por vía intraperitonial a la dosis de 400mg/kg.[cita requerida]

## Taxonomía

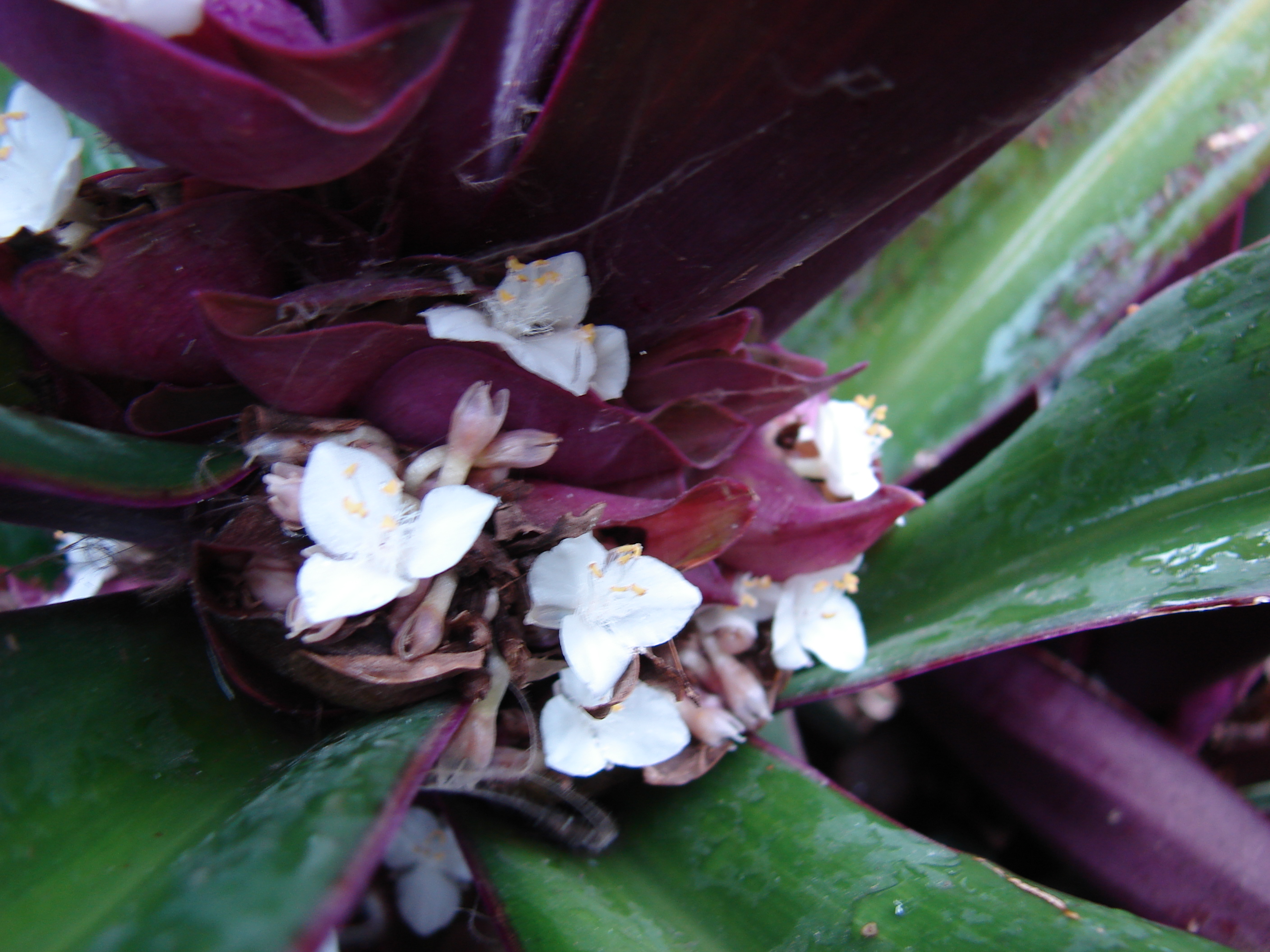
Detalle de las inflorescencias surgiendo de las brácteas.

Tradescantia spathacea fue descrito por Peter Olof Swartz  y publicado en Nova Genera et Species Plantarum seu Prodromus 57. 1788.
Etimología
Tradescantia: nombre genérico que Carlos Linneo dedicó en honor de John Tradescant Jr. (1608-1662), naturalista y viajero, quien introdujo en el Reino Unido numerosas especies de plantas americanas recolectadas en las tres expediciones que realizó a Virginia (Estados Unidos).
spathacea: epíteto latino que significa "como espata".
Sinonimia
- Ephemerum bicolor Moench
- Rhoeo spathacea (Sw.) Stearn
- Rhoeo spathacea forma concolor (Baker) Stehlé
- Rhoeo spathacea forma variegata (Hook.) Stehlé
- Tradescantia discolor L'Hér.
- Tradescantia discolor var. concolor Baker
- Tradescantia discolor var. variegata Hook.
- Tradescantia versicolor Salisb.
- Ephemerum discolor Moench
- Rhoeo discolor (L'Hér.) Hance[9][10]